# Ōtani Yoshikatsu
Ōtani Yoshikatsu (大谷 吉治?; 1581? – 3 giugno 1615) fu un samurai giapponese dei periodi  Sengoku ed Edo, figlio di Ōtani Yoshitsugu.

## Biografia
Noto anche come Yoshiharu, fu il figlio maggiore di Ōtani Yoshitsugu, anche se secondo alcune teorie ne era il fratello minore. Quando Toyotomi Hideyoshi e Tokugawa Ieyasu visitarono la residenza di Yoshitsugu a Fushimi il 24 settembre 1597, Yoshikatsu servì al posto di Yoshitsugu, le cui condizioni peggiorarono per via della lebbra.
Durante la battaglia di Sekigahara si unì al padre e occupò l'ala destra dell'armata occidentale assieme al fratello Kinoshita Yoritsugu e vennero travolti dopo il tradimento di Kobayakawa Hideaki. Sopravvissuto alla battaglia, scomparve, e riapparve improvvisamente nel 1614 quando si unì ai difensori di Osaka. Qui guidò 100 uomini partecipando alla battaglia di Dōmyōji a fianco di Sanada Yukimura, che ne aveva sposato la sorella Chikurin-in. Yoshikatsu morì combattendo contro i soldati di Matsudaira Tadanao.
Secondo alcuni resoconti dell'epoca, un figlio o nipote di Yoshikatsu, di nome Shigemasa, divenne servitore del clan Fukui.